# 新僵尸先生
《新殭屍先生》（英語：Mr. Vampire 1992）台湾片名：《新暂时停止呼吸》是1992年8月8日在香港上映的惊悚片、恐怖片和殭屍片。

## 剧情
善良的茅山道士林正英（林正英）开坛做法，他正在设法将母亲堕胎而死无法投生的婴儿转生，婴儿们因为母亲屡次堕胎，导致他们无法出生而怀恨在心，戾气积聚，九叔做法也是屡次失败。九叔叫自己的弟子秋生（钱小豪）和文才（許冠英）送到自己的师妹蔗姑（吴君如）那儿去好生供奉。一位欲認養靈嬰的女子來到蔗姑那，無意間掀開魔嬰靈的鎮靈眼罩，女子立刻就被附身控制住。
被附身的女子來到大帥府，當大帥夫人米其莲（关秀媚）的侍女，魔嬰即居住於米其蓮的孕肚內，准备投胎出生。

## 演员
- 林正英 出演 林正英，道士，綽號豆豉英，和米其莲是舊情人。
- 吴君如 出演 蔗姑，林正英的师妹。喜歡林正英。
- 钱小豪 出演 秋生，林正英大徒弟。
- 许冠英 出演 文才，林正英二徒弟。
- 楼南光 出演 大龍，军阀大帅。
- 关秀媚 出演 米其莲，军阀大帅的老婆。
- 譚凱欣 出演 米念英，米其莲的妹妹。
- 徐曼華 出演 鬼奴，本是認養靈嬰女子，後被魔嬰控制潛入大帥府照顧米其蓮。
- 余慕莲 出演 女僵尸，騰騰鎮女殭屍，被秋生和文才用美男計磨掉牙齒，客串演出。
- 葉榮祖 出演 廚師，大帥府負責日本料理的廚師。